# 교장도감
교장도감은 고려(高麗) 때, 대장경(大藏經)의 판각(板刻)을 맡은 관청(官廳)이다. 선종(禪宗) 3(1086)년에 대각국사(大覺國師)의 의천의 제정(制定)에 의(依)해 흥왕사에 설치(設置)되어 속장경(續藏經)을 간행(刊行)했다.